# Патті Шнідер
Па́тті Шні́дер (нім. Patty Schnyder; *14 грудня 1978, Базель) — професійна швейцарська тенісистка. 
Почавши професійну кар'єру в 1994, Шнідер 4 рази досягла чвертьфіналу турнірів Великого Шолому й 1 раз півфіналу; виграла 11 турнірів ВТА в одиночному розряді й 5 у парному розряді. Неодноразово долала перших ракеток світу. Сума призових перевишує 7 мільйони доларів.
Оголосила про остаточне завершення кар'єри 21 листопада 2018 року, за кілька днів до свого 40-річчя.

## Фінали турнірів WTA

### Одиночний розряд: 27 (11 титулів, 16 поразок)
| Легенда                                                     |
| ----------------------------------------------------------- |
| Фінали (0–1)                                                |
| WTA 1000 (Tier I) (1–5)                                     |
| WTA 500 (Tier II) (1–4)                                     |
| WTA 250 (Tier III / Tier IV / Tier V / International) (9–6) |

| Фінали за покриттям |
| ------------------- |
| Тверде (6–7)        |
| Ґрунт (3–8)         |
| Килим (2–1)         |

| Результат | В-П   | Дата     | Турнір                                                | Категорія     | Покриття   | Опонент             | Рахунок                  |
| --------- | ----- | -------- | ----------------------------------------------------- | ------------- | ---------- | ------------------- | ------------------------ |
| Поразка   | 0–1   | Вер 1996 | Pupp Czech Open 1996, Чехія                           | Tier IV       | Ґрунт      | Руксандра Драгомір  | 2–6, 6–3, 4–6            |
| Перемога  | 1–1   | Січ 1998 | Hobart International, Австралія                       | Tier IV       | Тверде     | Домінік Монамі      | 6–3, 6–2                 |
| Перемога  | 2–1   | Лют 1998 | Hanover Grand Prix, Німеччина                         | Tier II       | Килим (i)  | Яна Новотна         | 6–0, 3–6, 7–5            |
| Перемога  | 3–1   | Тра 1998 | Madrid Open, Іспанія                                  | Tier III      | Ґрунт      | Dominique Van Roost | 3–6, 6–4, 6–0            |
| Перемога  | 4–1   | Лип 1998 | Gastein Ladies, Австрія                               | Tier IV       | Ґрунт      | Гала Леон Гарсія    | 6–2, 4–6, 6–3            |
| Перемога  | 5–1   | Лип 1998 | Internazionali Femminili di Tennis di Palermo, Італія | Tier IV       | Ґрунт      | Барбара Шетт        | 6–1, 5–7, 6–2            |
| Поразка   | 5–2   | Вер 1998 | Кубок Великого шлему, Німеччина                       | Фінали        | Тверде (i) | Вінус Вільямс       | 2–6, 6–3, 2–6            |
| Перемога  | 6–2   | Січ 1999 | Australian Тверде Court Championships, Австралія      | Tier III      | Тверде     | Марі П'єрс          | 4–6, 7–6(7–5), 6–2       |
| Поразка   | 6–3   | Лип 2000 | Austrian Open, Австрія                                | Tier III      | Ґрунт      | Барбара Шетт        | 7–5, 4–6, 4–6            |
| Поразка   | 6–4   | Лип 2001 | Austrian Open, Австрія                                | Tier III      | Ґрунт      | Ірода Туляганова    | 3–6, 2–6                 |
| Перемога  | 7–4   | Лис 2001 | Pattaya Women's Open, Таїланд                         | Tier V        | Тверде     | Генрієта Надьова    | 6–0, 6–4                 |
| Поразка   | 7–5   | Кві 2002 | Charleston Open, США                                  | Tier I        | Ґрунт      | Іва Майолі          | 6–7(5–7), 4–6            |
| Перемога  | 8–5   | Жов 2002 | Zurich Open, Швейцарія                                | Tier I        | Килим (i)  | Ліндсі Девенпорт    | 6–7(5–7), 7–6(10–8), 6–3 |
| Перемога  | 9–5   | Січ 2005 | Gold Coast Championships, Австралія                   | Tier III      | Тверде     | Саманта Стосур      | 1–6, 6–3, 7–5            |
| Поразка   | 9–6   | Тра 2005 | Мастерс Рим, Італія                                   | Tier I        | Ґрунт      | Амелі Моресмо       | 6–2, 3–6, 4–6            |
| Перемога  | 10–6  | Лип 2005 | Мастерс Цинциннаті, США                               | Tier III      | Тверде     | Морігамі Акіко      | 6–4, 6–0                 |
| Поразка   | 10–7  | Жов 2005 | Zurich Open, Швейцарія                                | Tier I        | Килим (i)  | Ліндсі Девенпорт    | 6–7(5–7), 3–6            |
| Поразка   | 10–8  | Жов 2005 | Linz Open, Австрія                                    | Tier II       | Тверде (i) | Надія Петрова       | 6–4, 3–6, 1–6            |
| Поразка   | 10–9  | Кві 2006 | Charleston Open, США                                  | Tier I        | Ґрунт      | Надія Петрова       | 3–6, 6–4, 1–6            |
| Поразка   | 10–10 | Лип 2006 | Silicon Valley Classic, США                           | Tier II       | Тверде     | Кім Клейстерс       | 4–6, 2–6                 |
| Поразка   | 10–11 | Сер 2007 | San Diego Open, США                                   | Tier I        | Тверде     | Марія Шарапова      | 2–6, 6–3, 0–6            |
| Поразка   | 10–12 | Жов 2007 | Ladies Linz, Австрія                                  | Tier II       | Тверде (i) | Даніела Гантухова   | 4–6, 2–6                 |
| Поразка   | 10–13 | Бер 2008 | Bangalore Open, Індія                                 | Tier II       | Тверде     | Серена Вільямс      | 5–7, 3–6                 |
| Перемога  | 11–13 | Вер 2008 | Commonwealth Bank Tennis Classic, Індонезія           | Tier III      | Тверде     | Таміра Пашек        | 6–3, 6–0                 |
| Поразка   | 11–14 | Лип 2009 | Budapest Grand Prix, Угорщина                         | International | Ґрунт      | Агнеш Савай         | 6–2, 4–6, 2–6            |
| Поразка   | 11–15 | Лип 2010 | Budapest Grand Prix, Угорщина                         | International | Ґрунт      | Агнеш Савай         | 2–6, 4–6                 |
| Поразка   | 11–16 | Жов 2010 | Ladies Linz, Австрія                                  | International | Тверде (i) | Ана Іванович        | 1–6, 2–6                 |

### Парний розряд: 16 (5 титулів, 11 поразок)
| Легенда                                            |
| -------------------------------------------------- |
| WTA 1000 (Tier I) (0–1)                            |
| WTA 500 (Tier II / Premier) (5–5)                  |
| WTA 250 (Tier III / Tier IV / International) (0–5) |

| Фінали за покриттям |
| ------------------- |
| Тверде (1–4)        |
| Ґрунт (1–7)         |
| Килим (3–0)         |

| Результат | В-П  | Дата     | Турнір                                                | Категорія     | Покриття   | Партнер              | Опоненти                               | Рахунок                 |
| --------- | ---- | -------- | ----------------------------------------------------- | ------------- | ---------- | -------------------- | -------------------------------------- | ----------------------- |
| Поразка   | 0–1  | Кві 1998 | Amelia Island Championships, США                      | Tier II       | Ґрунт      | Барбара Шетт         | Сандра Качіч Марі П'єрс                | 6–7(5–7), 6–4, 6–7(5–7) |
| Перемога  | 1–1  | Тра 1998 | Hamburg European Open, Німеччина                      | Tier II       | Ґрунт      | Барбара Шетт         | Мартіна Хінгіс Яна Новотна             | 7–6(7–3), 3–6, 6–3      |
| Поразка   | 1–2  | Лип 1998 | Internazionali Femminili di Tennis di Palermo, Італія | Tier IV       | Ґрунт      | Барбара Шетт         | Павліна Нола Елена Пампулова           | 4–6, 2–6                |
| Поразка   | 1–3  | Кві 1999 | Charleston Open, США                                  | Tier I        | Ґрунт      | Барбара Шетт         | Олена Лиховцева Яна Новотна            | 1–6, 4–6                |
| Поразка   | 1–4  | Лип 2000 | Gastein Ladies, Австрія                               | Tier III      | Ґрунт      | Барбара Шетт         | Лаура Монтальво Паола Суарес           | 6–7(5–7), 1–6           |
| Поразка   | 1–5  | Жов 2001 | BGL Luxembourg Open, Люксембург                       | Tier III      | Тверде (i) | Б'янка Ламаде        | Олена Бовіна Даніела Гантухова         | 3–6, 3–6                |
| Перемога  | 2–5  | Лют 2002 | Diamond Games, Бельгія                                | Tier II       | Килим (i)  | Магдалена Малеєва    | Наталі Деші Мейлен Ту                  | 6–3, 6–7(3–7), 6–3      |
| Перемога  | 3–5  | Лют 2003 | Open GDF Suez, Франція                                | Tier II       | Килим (i)  | Барбара Шетт         | Маріон Бартолі Стефані Коен-Алоро      | 2–6, 6–2, 7–6(7–5)      |
| Поразка   | 3–6  | Кві 2003 | Croatian Bol Ladies Open, Хорватія                    | Tier III      | Ґрунт      | Еммануель Гальярді   | Петра Мандула Патріція Вартуш          | 3–6, 2–6                |
| Перемога  | 4–6  | Лют 2004 | Paris Indoors, Франція                                | Tier II       | Килим (i)  | Барбара Шетт         | Сільвія Фаріна-Елія Франческа Ск'явоне | 6–3, 6–2                |
| Поразка   | 4–7  | Жов 2004 | Linz Open, Австрія                                    | Tier II       | Тверде (i) | Наталі Деші          | Жанетта Гусарова Олена Лиховцева       | 2–6, 5–7                |
| Поразка   | 4–8  | Кві 2005 | Amelia Island Championships, США                      | Tier II       | Ґрунт      | Квета Пешке          | Бріанн Стюарт Саманта Стосур           | 4–6, 2–6                |
| Перемога  | 5–8  | Жов 2008 | Porsche Tennis Grand Prix, Німеччина                  | Tier II       | Тверде (i) | Анна-Лена Гренефельд | Квета Пешке Ренне Стаббс               | 6–2, 6–4                |
| Поразка   | 5–9  | Жов 2008 | Zurich Open, Швейцарія                                | Tier II       | Тверде (i) | Анна-Лена Гренефельд | Кара Блек Лізель Губер                 | 1–6, 6–7(3–7)           |
| Поразка   | 5–10 | Кві 2009 | Charleston Open, США                                  | Premier       | Ґрунт      | Ліга Декмеєре        | Бетані Маттек-Сендс Надія Петрова      | 6–7(5–7), 6–2, [11–9]   |
| Поразка   | 5–11 | Лип 2009 | Istanbul Cup, Туреччина                               | International | Тверде     | Юлія Гергес          | Луціє Градецька Рената Ворачова        | 6–2, 3–6, [10–12]       |